# Napomyza costata
Napomyza costata är en tvåvingeart som beskrevs av Harrison 1959. Napomyza costata ingår i släktet Napomyza och familjen minerarflugor. Inga underarter finns listade i Catalogue of Life.